# Lista obsady seriali American Horror Story i American Horror Stories

Logo serialu American Horror Story

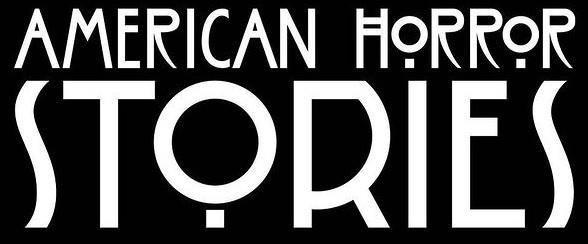
Logo serialu American Horror Stories

Lista obsady seriali American Horror Story i American Horror Stories – lista aktorów występujących w amerykańskich serialach telewizyjnych American Horror Story (od 2011) i American Horror Stories (2021), stworzonych przez Ryana Murphy’ego i Brada Falchuka dla stacji telewizyjnej FX. Seriale te są osadzone we wspólnym uniwersum i powiązane fabularnie. Oba są realizowane w formie antologii, to znaczy składają się z odrębnych historii z własnymi postaciami, w przypadku American Horror Story w obrębie sezonów, zaś w American Horror Stories w obrębie odcinków. Między poszczególnymi historiami występują nawiązania fabularne, obejmujące między innymi powracające postacie. Ponadto seriale powiązane są poprzez obsadę, której członkowie występują w różnych historiach, zwykle wcielając się w różne role.
Artykuł obejmuje trzy listy: obsadę sezonów 1–6 American Horror Story, obsadę sezonów 7–10 American Horror Story i obsadę American Horror Stories. Aktorzy są przedstawieni w kolejności debiutu w poszczególnych sezonach bądź odcinkach. W przypadku American Horror Story listy zawierają tylko aktorów, którzy zostali wymienieni w obsadzie głównej (w czołówce) lub gościnnej (w tym jako goście specjalni), z podziałem na typ roli. Obsada American Horror Stories zawiera tylko aktorów wymienionych w czołówkach odcinków.

## American Horror Story
| Kolor zielony oznacza wymienienie w obsadzie głównej (nazwisko w czołówce). |
| Kolor jasnoniebieski oznacza wymienienie jako gość specjalny.               |
| Kolor różowy oznacza wymienienie w obsadzie gościnnej.                      |
| Kolor szary oznacza brak występu w danym sezonie.                           |

### Sezony 1–6
| Aktor                                        | Postać w sezonie                             | Postać w sezonie                             | Postać w sezonie                             | Postać w sezonie                             | Postać w sezonie                             | Postać w sezonie                             |
| Aktor                                        | Murder House (2011)                          | Asylum (2012–2013)                           | Sabat (2013–2014)                            | Freak Show (2014–2015)                       | Hotel (2015–2016)                            | Roanoke (2016)                               |
| Debiut w American Horror Story: Murder House | Debiut w American Horror Story: Murder House | Debiut w American Horror Story: Murder House | Debiut w American Horror Story: Murder House | Debiut w American Horror Story: Murder House | Debiut w American Horror Story: Murder House | Debiut w American Horror Story: Murder House |
| -------------------------------------------- | -------------------------------------------- | -------------------------------------------- | -------------------------------------------- | -------------------------------------------- | -------------------------------------------- | -------------------------------------------- |
| Steven Anderson                              | Doktor Marchesi                              |                                              |                                              |                                              |                                              |                                              |
| Amir Arison                                  | Joe Escandarian                              |                                              |                                              |                                              |                                              |                                              |
| Alexandra Breckenridge                       | Moira O’Hara                                 |                                              | Kaylee                                       |                                              |                                              |                                              |
| Jamie Brewer                                 | Adelaide Langdon                             |                                              | Nan                                          | Marjorie                                     |                                              |                                              |
| Connie Britton                               | Vivien Harmon                                |                                              |                                              |                                              |                                              |                                              |
| W. Earl Brown                                | Phil Critter                                 |                                              |                                              |                                              |                                              |                                              |
| Morris Chestnut                              | Luke                                         |                                              |                                              |                                              |                                              |                                              |
| Tanya Clarke                                 | Marla McClaine                               |                                              |                                              |                                              |                                              |                                              |
| Eric Close                                   | Hugo Langdon                                 |                                              |                                              |                                              |                                              |                                              |
| Frances Conroy                               | Moira O’Hara                                 | Shachath                                     | Myrtle Snow                                  | Gloria Mott                                  |                                              | Mama Polk                                    |
| Jordan David                                 | Kevin Gedman                                 |                                              |                                              |                                              |                                              |                                              |
| Kyle Davis                                   | Dallas                                       |                                              |                                              |                                              |                                              |                                              |
| Missy Doty                                   | Angela                                       |                                              |                                              |                                              |                                              |                                              |
| Malaya Rivera Drew                           | Detektyw Barrios                             |                                              |                                              |                                              |                                              |                                              |
| Charles S. Dutton                            | Detektyw Granger                             |                                              |                                              |                                              |                                              |                                              |
| Brando Eaton                                 | Kyle Greenwell                               |                                              |                                              |                                              |                                              |                                              |
| Christine Estabrook                          | Marcy                                        |                                              |                                              |                                              | Marcy                                        |                                              |
| Taissa Farmiga                               | Violet Harmon                                |                                              | Zoe Benson                                   |                                              |                                              | Sophie Green                                 |
| Celia Finkelstein                            | Gladys                                       |                                              |                                              |                                              |                                              |                                              |
| Tom Gallop                                   | Pan Carmichael                               |                                              |                                              |                                              |                                              |                                              |
| Eve Gordon                                   | Doktor Hall                                  |                                              |                                              |                                              |                                              |                                              |
| April Grace                                  | Naima                                        |                                              |                                              |                                              |                                              |                                              |
| Michael Graziadei                            | Travis Wanderley                             |                                              |                                              |                                              |                                              |                                              |
| Jamie Harris                                 | R. Franklin                                  |                                              |                                              |                                              |                                              |                                              |
| David Anthony Higgins                        | Stan                                         |                                              |                                              |                                              |                                              |                                              |
| Sam Kinsey                                   | Beauregard Langdon                           |                                              |                                              |                                              |                                              |                                              |
| Jessica Lange                                | Constance Langdon                            | Jude Martin                                  | Fiona Goode                                  | Elsa Mars                                    |                                              |                                              |
| Scott Lawrence                               | Detektyw Webb                                |                                              |                                              |                                              |                                              |                                              |
| Bianca Lawson                                | Abby                                         |                                              |                                              |                                              |                                              |                                              |
| Meredith Scott Lynn                          | Helen                                        |                                              |                                              |                                              |                                              |                                              |
| Joshua Malina                                | David Curan                                  |                                              |                                              |                                              |                                              |                                              |
| Kate Mara                                    | Hayden McClaine                              |                                              |                                              |                                              |                                              |                                              |
| Dylan McDermott                              | Ben Harmon                                   | Johnny Morgan                                |                                              |                                              |                                              |                                              |
| Brennan Mejia                                | Gabriel Ramos                                |                                              |                                              |                                              |                                              |                                              |
| Alexander Nimetz                             | Amir Stanley                                 |                                              |                                              |                                              |                                              |                                              |
| Denis O’Hare                                 | Larry Harvey                                 |                                              | Spalding                                     | Stanley                                      | Liz Taylor                                   | Elias Cunningham / William van Henderson     |
| Sarah Paulson                                | Billie Dean Howard                           | Lana Winters                                 | Cordelia Foxx                                | Bette TattlerDot Tattler                     | Sally McKennaBillie Dean Howard              | Shelby Miller / Audrey TindallLana Winters   |
| Kathleen Rose Perkins                        | Peggy                                        |                                              |                                              |                                              |                                              |                                              |
| Evan Peters                                  | Tate Langdon                                 | Kit Walker                                   | Kyle Spencer                                 | Jimmy Darling                                | James Patrick March                          | Edward Philippe Mott / Rory Monahan          |
| Adina Porter                                 | Sally Freeman                                |                                              |                                              |                                              |                                              | Lee Harris                                   |
| Drew Powell                                  | Detektyw Collier                             |                                              |                                              |                                              |                                              |                                              |
| Zachary Quinto                               | Chad Warwick                                 | Oliver Thredson                              |                                              |                                              |                                              |                                              |
| Lily Rabe                                    | Nora Montgomery                              | Mary Eunice McKee                            | Misty Day                                    | Mary Eunice McKee                            | Aileen Wuornos                               | Shelby Miller                                |
| Derek Richardson                             | Harry Goodman                                |                                              |                                              |                                              |                                              |                                              |
| Ashley Rickards                              | Chloe Stapleton                              |                                              |                                              |                                              |                                              |                                              |
| Geoffrey Rivas                               | Jack Colquitt                                |                                              |                                              |                                              |                                              |                                              |
| Matt Ross                                    | Charles Montgomery                           |                                              |                                              |                                              |                                              |                                              |
| Anthony Ruivivar                             | Miguel Ramos                                 |                                              |                                              |                                              | Richard Ramirez                              |                                              |
| Rosa Salazar                                 | Maria                                        |                                              |                                              |                                              |                                              |                                              |
| Riley Schmidt                                | Rubber Man                                   |                                              |                                              |                                              |                                              |                                              |
| Bodhi Schulz                                 | Troy                                         |                                              |                                              |                                              |                                              |                                              |
| Kai Schulz                                   | Bryan                                        |                                              |                                              |                                              |                                              |                                              |
| Teddy Sears                                  | Patrick                                      |                                              |                                              |                                              |                                              |                                              |
| Christian Serratos                           | Becca                                        |                                              |                                              |                                              |                                              |                                              |
| Richard Short                                | Gary                                         |                                              |                                              |                                              |                                              |                                              |
| Azura Skye                                   | Fiona                                        |                                              |                                              |                                              |                                              |                                              |
| Gregory Sporleder                            | Peter McCormick                              |                                              |                                              |                                              |                                              |                                              |
| Eric Stonestreet                             | Derek                                        |                                              |                                              |                                              |                                              |                                              |
| Mena Suvari                                  | Elizabeth Short                              |                                              |                                              |                                              |                                              |                                              |
| Alessandra Torresani                         | Stephanie Boggs                              |                                              |                                              |                                              |                                              |                                              |
| Mageina Tovah                                | Bianca Forest                                |                                              |                                              |                                              |                                              |                                              |
| Andy Umberger                                | Doktor Day                                   |                                              |                                              |                                              |                                              |                                              |
| Lisa Vidal                                   | Stacy Ramos                                  |                                              |                                              |                                              |                                              |                                              |
| Rebecca Wisocky                              | Lorraine Harvey                              |                                              |                                              |                                              |                                              |                                              |
| Ben Woolf                                    | Thaddeus Montgomery                          |                                              |                                              | Meep                                         |                                              |                                              |
| Shelby Young                                 | Leah                                         |                                              |                                              |                                              |                                              |                                              |
| Debiut w American Horror Story: Asylum       |                                              |                                              |                                              |                                              |                                              |                                              |
| Matthew John Armstrong                       |                                              | Detektyw Byers                               |                                              |                                              |                                              |                                              |
| John Aylward                                 |                                              | Ojciec Malachi                               |                                              |                                              |                                              |                                              |
| Bob Bancroft                                 |                                              | Harry Kirkland                               |                                              |                                              |                                              |                                              |
| Robin Bartlett                               |                                              | Miranda Crump                                | Cecily Pembroke                              |                                              |                                              |                                              |
| Elizabeth Bond                               |                                              | Rena                                         |                                              |                                              |                                              |                                              |
| Kirk Bovill                                  |                                              | Phil                                         |                                              |                                              |                                              |                                              |
| Lizzie Brocheré                              |                                              | Grace Bertrand                               |                                              |                                              |                                              |                                              |
| Eugene Byrd                                  |                                              | Policjant                                    |                                              |                                              |                                              |                                              |
| Tongayi Chirisa                              |                                              | Miles                                        |                                              |                                              |                                              |                                              |
| David Chisum                                 |                                              | Jim Brown                                    |                                              |                                              |                                              |                                              |
| Debra Christofferson                         |                                              | Pani Stone                                   |                                              |                                              |                                              |                                              |
| Jack Conley                                  |                                              | Woods                                        |                                              |                                              |                                              |                                              |
| Mark Consuelos                               |                                              | Spivey                                       |                                              |                                              |                                              |                                              |
| James Cromwell                               |                                              | Arthur Arden / Hans Grüper                   |                                              |                                              |                                              |                                              |
| John Cromwell                                |                                              | Hans Grüper (młodszy)                        |                                              | Hans Grüper                                  |                                              |                                              |
| Jenna Dewan-Tatum                            |                                              | Teresa Morrison                              |                                              |                                              |                                              |                                              |
| Clea DuVall                                  |                                              | Wendy Peyser                                 |                                              |                                              |                                              |                                              |
| Joe Egender                                  |                                              | Billy Marshall                               |                                              |                                              |                                              |                                              |
| Mark Engelhardt                              |                                              | Carl                                         |                                              |                                              |                                              |                                              |
| Amy Farrington                               |                                              | Pani Reynolds                                |                                              |                                              |                                              |                                              |
| Joseph Fiennes                               |                                              | Timothy Howard                               |                                              |                                              |                                              |                                              |
| David Gianopoulos                            |                                              | John Greyson                                 |                                              |                                              |                                              |                                              |
| Devon Graye                                  |                                              | Jed Potter                                   |                                              |                                              |                                              |                                              |
| Mary-Pat Green                               |                                              | Zakonnica                                    |                                              |                                              |                                              |                                              |
| Naomi Grossman                               |                                              | Pepper                                       |                                              | Pepper                                       |                                              |                                              |
| Nikki Hahn                                   |                                              | Jenny Reynolds                               |                                              |                                              |                                              |                                              |
| Lara Harris                                  |                                              | Rhonda Lancaster                             |                                              |                                              |                                              |                                              |
| Jennifer Holland                             |                                              | Siostra Blackwell                            |                                              |                                              |                                              |                                              |
| Jennifer Holloway                            |                                              | Barb                                         |                                              |                                              |                                              |                                              |
| Jill Marie Jones                             |                                              | Pandora                                      |                                              |                                              |                                              |                                              |
| Lily Knight                                  |                                              | Siostra Felicity                             |                                              |                                              |                                              |                                              |
| Fredric Lehne                                |                                              | Frank McCann                                 |                                              |                                              |                                              |                                              |
| Adam Levine                                  |                                              | Leo Morrison                                 |                                              |                                              |                                              |                                              |
| Deirdre Lovejoy                              |                                              | Prowadząca                                   |                                              |                                              |                                              |                                              |
| Kasey Mahaffy                                |                                              | Ojciec James                                 |                                              |                                              |                                              |                                              |
| William Mapother                             |                                              | Mężczyzna w samochodzie                      |                                              |                                              |                                              |                                              |
| Mark Margolis                                |                                              | Sam Goodman                                  |                                              |                                              |                                              |                                              |
| Chris McGarry                                |                                              | Pan Lancaster                                |                                              |                                              |                                              |                                              |
| Ian McShane                                  |                                              | Leigh Emerson                                |                                              |                                              |                                              |                                              |
| Joel McKinnon Miller                         |                                              | Detektyw Connors                             |                                              |                                              |                                              |                                              |
| Rebecca Metz                                 |                                              | Lorene                                       |                                              |                                              |                                              |                                              |
| Vanessa Mizzone                              |                                              | Lois                                         |                                              |                                              |                                              |                                              |
| Britne Oldford                               |                                              | Alma Walker                                  |                                              |                                              |                                              |                                              |
| Erin Allin O’Reilly                          |                                              | Siostra Fuller                               |                                              |                                              |                                              |                                              |
| John Pleshette                               |                                              | Przewodniczący komitetu                      |                                              |                                              |                                              |                                              |
| Franka Potente                               |                                              | Anne Frank / Charlotte Brown                 |                                              |                                              |                                              |                                              |
| Andrew Rothenberg                            |                                              | Pan Potter                                   |                                              |                                              |                                              |                                              |
| Henry G. Sanders                             |                                              | Willie                                       |                                              |                                              | Pan Royale                                   |                                              |
| Tehya Scarth                                 |                                              | Susie Lancaster                              |                                              |                                              |                                              |                                              |
| Chloë Sevigny                                |                                              | Shelley                                      |                                              |                                              | Alex Lowe                                    |                                              |
| Brooke Smith                                 |                                              | Doktor Gardner                               |                                              |                                              |                                              |                                              |
| Don Stark                                    |                                              | Prawnik                                      |                                              |                                              |                                              |                                              |
| Cyd Strittmatter                             |                                              | Zakonnica                                    |                                              |                                              |                                              |                                              |
| Barbara Tarbuck                              |                                              | Siostra Claudia                              |                                              |                                              |                                              |                                              |
| Sean Patrick Thomas                          |                                              | Terry                                        |                                              |                                              |                                              |                                              |
| Lorinne Vozoff                               |                                              | Właściciel księgarni                         |                                              |                                              |                                              |                                              |
| Jenny Wade                                   |                                              | Prostytutka                                  |                                              |                                              |                                              |                                              |
| Gwynyth Walsh                                |                                              | Doktor Stevens                               |                                              |                                              |                                              |                                              |
| Robin Weigert                                |                                              | Cynthia Potter                               |                                              |                                              |                                              | Mama Polk                                    |
| Debiut w American Horror Story: Sabacie      |                                              |                                              |                                              |                                              |                                              |                                              |
| Ameer Baraka                                 |                                              |                                              | Bastien                                      |                                              |                                              |                                              |
| Angela Bassett                               |                                              |                                              | Marie Laveau                                 | Desiree Dupree                               | Ramona Royale                                | Lee Harris / Monet Tumusiime                 |
| Kathy Bates                                  |                                              |                                              | Delphine LaLaurie                            | Ethel Darling                                | Iris                                         | Tomasyn White / Agnes Mary Winstead          |
| P.J. Boudousqué                              |                                              |                                              | Jimmy                                        |                                              |                                              |                                              |
| Mike Colter                                  |                                              |                                              | David                                        |                                              |                                              |                                              |
| Michael Cristofer                            |                                              |                                              | Harrison Renard                              |                                              |                                              |                                              |
| Ian Anthony Dale                             |                                              |                                              | David Zhong                                  |                                              |                                              |                                              |
| Grey Damon                                   |                                              |                                              | Brener                                       |                                              |                                              |                                              |
| Alexander Dreymon                            |                                              |                                              | Luke Ramsey                                  |                                              |                                              |                                              |
| Christine Ebersole                           |                                              |                                              | Anna Leigh Leighton                          |                                              |                                              |                                              |
| Dana Gourrier                                |                                              |                                              | Chantal                                      |                                              |                                              |                                              |
| Grace Gummer                                 |                                              |                                              | Millie                                       | Penny                                        |                                              |                                              |
| Josh Hamilton                                |                                              |                                              | Hank Foxx                                    |                                              |                                              |                                              |
| Danny Huston                                 |                                              |                                              | Kat z Nowego Orleanu                         | Massimo Dolcefino                            |                                              |                                              |
| Leslie Jordan                                |                                              |                                              | Quentin Fleming                              |                                              |                                              | Cricket Marlowe / Ashley Gilbert             |
| Andrew Leeds                                 |                                              |                                              | Doktor Dunphy                                |                                              |                                              |                                              |
| Patti LuPone                                 |                                              |                                              | Joan Ramsey                                  |                                              |                                              |                                              |
| Lance E. Nichols                             |                                              |                                              | Detektyw Sanchez                             |                                              |                                              |                                              |
| Stevie Nicks                                 |                                              |                                              | ona sama                                     |                                              |                                              |                                              |
| Michelle Page                                |                                              |                                              | Myrtle Snow (młodsza)                        |                                              |                                              |                                              |
| Wayne Péré                                   |                                              |                                              | Pan Kingery                                  |                                              |                                              |                                              |
| Lance Reddick                                |                                              |                                              | Papa Legba                                   |                                              |                                              |                                              |
| Emma Roberts                                 |                                              |                                              | Madison Montgomery                           | Maggie Esmeralda                             |                                              |                                              |
| Ashlynn Ross                                 |                                              |                                              | Marie Jeanne LaLaurie                        | Myrna Austin                                 |                                              |                                              |
| Kyle Secor                                   |                                              |                                              | Bill                                         |                                              |                                              |                                              |
| Gabourey Sidibe                              |                                              |                                              | Queenie                                      | Regina Ross                                  | Queenie                                      |                                              |
| Meg Steedle                                  |                                              |                                              | Pacjentka szpitala                           |                                              |                                              |                                              |
| Gavin Stenhouse                              |                                              |                                              | Billy                                        |                                              |                                              |                                              |
| Riley Voelkel                                |                                              |                                              | Fiona Goode (młodsza)                        |                                              |                                              |                                              |
| Mare Winningham                              |                                              |                                              | Alicia Spencer                               | Rita Gayheart                                | Hazel Evers                                  |                                              |
| Debiut w American Horror Story: Freak Show   |                                              |                                              |                                              |                                              |                                              |                                              |
| Jyoti Amge                                   |                                              |                                              |                                              | Ma Petite                                    |                                              |                                              |
| Wes Bentley                                  |                                              |                                              |                                              | Edward Mordake                               | John Lowe                                    | Ambrose White / Dylan                        |
| Matt Bomer                                   |                                              |                                              |                                              | Andy                                         | Donovan                                      |                                              |
| David Burtka                                 |                                              |                                              |                                              | Michael Beck                                 |                                              |                                              |
| Michael Chiklis                              |                                              |                                              |                                              | Dell Toledo                                  |                                              |                                              |
| Major Dodson                                 |                                              |                                              |                                              | Corey Bachman                                |                                              |                                              |
| Erika Ervin                                  |                                              |                                              |                                              | Amazonka Eve                                 |                                              |                                              |
| Mat Fraser                                   |                                              |                                              |                                              | Paul                                         |                                              |                                              |
| Patti LaBelle                                |                                              |                                              |                                              | Dora Brown                                   |                                              |                                              |
| John Carroll Lynch                           |                                              |                                              |                                              | Twisty                                       | John Wayne Gacy                              |                                              |
| Matthew Glave                                |                                              |                                              |                                              | Larry Gayheart                               |                                              |                                              |
| Neil Patrick Harris                          |                                              |                                              |                                              | Chester Creb                                 |                                              |                                              |
| Chrissy Metz                                 |                                              |                                              |                                              | Barbara / Ima Wiggles                        |                                              |                                              |
| Ann McKenzie                                 |                                              |                                              |                                              | Eudora Tattler                               |                                              |                                              |
| Christopher Neiman                           |                                              |                                              |                                              | Salty                                        |                                              |                                              |
| Ashlynn Ross                                 |                                              |                                              |                                              | Myrna                                        |                                              |                                              |
| Skyler Samuels                               |                                              |                                              |                                              | Bonnie Lipton                                |                                              |                                              |
| Angela Sarafyan                              |                                              |                                              |                                              | Alice                                        |                                              |                                              |
| Rose Siggins                                 |                                              |                                              |                                              | Suzi                                         |                                              |                                              |
| Lee Tergesen                                 |                                              |                                              |                                              | Vince                                        |                                              |                                              |
| Malcolm-Jamal Warner                         |                                              |                                              |                                              | Angus T. Jefferson                           |                                              |                                              |
| Celia Weston                                 |                                              |                                              |                                              | Lillian Hemmings                             |                                              |                                              |
| Finn Wittrock                                |                                              |                                              |                                              | Dandy Mott                                   | Tristan DuffyRudolf Valentino                | Jether Polk                                  |
| Debiut w American Horror Story: Hotelu       |                                              |                                              |                                              |                                              |                                              |                                              |
| Kamilla Alnes                                |                                              |                                              |                                              |                                              | Vendela                                      |                                              |
| Mädchen Amick                                |                                              |                                              |                                              |                                              | Pani Ellison                                 |                                              |
| Kristen Ariza                                |                                              |                                              |                                              |                                              | Pani Pritchard                               |                                              |
| David Barrera                                |                                              |                                              |                                              |                                              | Doktor Kaplan                                |                                              |
| Josh Braaten                                 |                                              |                                              |                                              |                                              | Douglas Pryor                                |                                              |
| Roxana Brusso                                |                                              |                                              |                                              |                                              | Doktor Kohan                                 |                                              |
| Naomi Campbell                               |                                              |                                              |                                              |                                              | Claudia Bankson                              |                                              |
| Darren Criss                                 |                                              |                                              |                                              |                                              | Justin                                       |                                              |
| Shree Crooks                                 |                                              |                                              |                                              |                                              | Scarlett Lowe                                |                                              |
| Alexandra Daddario                           |                                              |                                              |                                              |                                              | Natacha Rambova                              |                                              |
| Nico Evers-Swindell                          |                                              |                                              |                                              |                                              | Craig                                        |                                              |
| Seth Gabel                                   |                                              |                                              |                                              |                                              | Jeffrey Dahmer                               |                                              |
| Marla Gibbs                                  |                                              |                                              |                                              |                                              | Cassie Royale                                |                                              |
| Max Greenfield                               |                                              |                                              |                                              |                                              | Gabriel                                      |                                              |
| Lennon Henry                                 |                                              |                                              |                                              |                                              | Holden Lowe                                  |                                              |
| Cheyenne Jackson                             |                                              |                                              |                                              |                                              | Will Drake                                   | Sidney Aaron James                           |
| Richard T. Jones                             |                                              |                                              |                                              |                                              | Andrew Hahn                                  |                                              |
| Robert Knepper                               |                                              |                                              |                                              |                                              | Porucznik                                    |                                              |
| Vincent Foster                               |                                              |                                              |                                              |                                              | Kierowca ciężarówki                          |                                              |
| Lady Gaga                                    |                                              |                                              |                                              |                                              | Elizabeth Johnson                            | Scáthach                                     |
| Lyric Lennon                                 |                                              |                                              |                                              |                                              | Lachlan Drake                                |                                              |
| Jessica Lu                                   |                                              |                                              |                                              |                                              | Bronwyn                                      |                                              |
| Helena Mattsson                              |                                              |                                              |                                              |                                              | Agnetha                                      |                                              |
| Charles Melton                               |                                              |                                              |                                              |                                              | Pan Wu                                       |                                              |
| David Naughton                               |                                              |                                              |                                              |                                              | Pan Samuels                                  |                                              |
| Josh Pence                                   |                                              |                                              |                                              |                                              | Nick Harley                                  |                                              |
| Lindsay Pulsipher                            |                                              |                                              |                                              |                                              | Tina Black                                   |                                              |
| Marco Rodríguez                              |                                              |                                              |                                              |                                              | El Rey                                       |                                              |
| Amir Talai                                   |                                              |                                              |                                              |                                              | Mitch                                        |                                              |
| Alanna Ubach                                 |                                              |                                              |                                              |                                              | Jo                                           |                                              |
| Debiut w American Horror Story: Roanoke      |                                              |                                              |                                              |                                              |                                              |                                              |
| Jacob Artist                                 |                                              |                                              |                                              |                                              |                                              | Todd Connors                                 |
| Simone Baker                                 |                                              |                                              |                                              |                                              |                                              | Flora Harris                                 |
| Jon Bass                                     |                                              |                                              |                                              |                                              |                                              | Milo                                         |
| Emma Bell                                    |                                              |                                              |                                              |                                              |                                              | Tracy Logan                                  |
| Maya Rose Berko                              |                                              |                                              |                                              |                                              |                                              | Miranda                                      |
| Chaz Bono                                    |                                              |                                              |                                              |                                              |                                              | Lot Polk / Brian Wells                       |
| Larry Cedar                                  |                                              |                                              |                                              |                                              |                                              | Licytator                                    |
| Orson Chaplin                                |                                              |                                              |                                              |                                              |                                              | Cain Polk                                    |
| Julie Claire                                 |                                              |                                              |                                              |                                              |                                              | Stephanie Holder                             |
| Colby French                                 |                                              |                                              |                                              |                                              |                                              | Policjant                                    |
| Cuba Gooding Jr.                             |                                              |                                              |                                              |                                              |                                              | Matt Miller / Dominic Banks                  |
| Estelle Hermansen                            |                                              |                                              |                                              |                                              |                                              | Priscilla                                    |
| André Holland                                |                                              |                                              |                                              |                                              |                                              | Matt Miller                                  |
| Brian Howe                                   |                                              |                                              |                                              |                                              |                                              | Mark Phillips                                |
| Doris Kearns Goodwin                         |                                              |                                              |                                              |                                              |                                              | ona sama                                     |
| Shannon Lucio                                |                                              |                                              |                                              |                                              |                                              | Diana Cross                                  |
| Danielle MacDonald                           |                                              |                                              |                                              |                                              |                                              | Bristol Windows                              |
| Jamie Martz                                  |                                              |                                              |                                              |                                              |                                              | Policjant                                    |
| James Morosini                               |                                              |                                              |                                              |                                              |                                              | Bob Kinneman                                 |
| William R. Moses                             |                                              |                                              |                                              |                                              |                                              | Frank                                        |
| John Prosky                                  |                                              |                                              |                                              |                                              |                                              | Pracownik telewizji                          |
| John Pyper-Ferguson                          |                                              |                                              |                                              |                                              |                                              | Cage                                         |
| Kristen Rakes                                |                                              |                                              |                                              |                                              |                                              | Bridget                                      |
| Grady Lee Richmond                           |                                              |                                              |                                              |                                              |                                              | Ishmael Polk                                 |
| Saniyya Sidney                               |                                              |                                              |                                              |                                              |                                              | Flora Harris                                 |
| Joe Spellman                                 |                                              |                                              |                                              |                                              |                                              | Dave Elder                                   |
| Henderson Wade                               |                                              |                                              |                                              |                                              |                                              | Guinness                                     |
| Michael Whaley                               |                                              |                                              |                                              |                                              |                                              | Policjant                                    |
| Charles Malik Whitfield                      |                                              |                                              |                                              |                                              |                                              | Mason Harris                                 |

### Sezony 7–10
| Aktor                                        | Postać w sezonie                                                                            | Postać w sezonie                                   | Postać w sezonie           | Postać w sezonie              | Postać w sezonie        |
| Aktor                                        | Kult (2017)                                                                                 | Apokalipsa (2018)                                  | 1984 (2019)                | Podwójny seans (2021)         | Podwójny seans (2021)   |
| Aktor                                        | Kult (2017)                                                                                 | Apokalipsa (2018)                                  | 1984 (2019)                | Część 1: Red Tide             | Część 2: Death Valley   |
| Debiut w sezonach 1–6                        | Debiut w sezonach 1–6                                                                       | Debiut w sezonach 1–6                              | Debiut w sezonach 1–6      | Debiut w sezonach 1–6         | Debiut w sezonach 1–6   |
| -------------------------------------------- | ------------------------------------------------------------------------------------------- | -------------------------------------------------- | -------------------------- | ----------------------------- | ----------------------- |
| Angela Bassett                               |                                                                                             | Marie Laveau                                       |                            |                               |                         |
| Kathy Bates                                  |                                                                                             | Miriam MeadDelphine LaLaurie                       |                            |                               |                         |
| Chaz Bono                                    | Gary Longstreet                                                                             |                                                    |                            |                               |                         |
| Jamie Brewer                                 | Hedda                                                                                       | Nan                                                |                            |                               |                         |
| Connie Britton                               |                                                                                             | Vivien Harmon                                      |                            |                               |                         |
| Tanya Clarke                                 |                                                                                             |                                                    | Lorraine                   |                               |                         |
| Frances Conroy                               | Bebe Babbitt                                                                                | Myrtle SnowMoira O’Hara                            |                            | Sarah Cunningham / Belle Noir |                         |
| Erika Ervin                                  |                                                                                             | Pięść                                              |                            |                               |                         |
| Taissa Farmiga                               |                                                                                             | Zoe BensonViolet Harmon                            |                            |                               |                         |
| Celia Finkelstein                            |                                                                                             | Gladys                                             |                            |                               |                         |
| Vincent Foster                               |                                                                                             |                                                    |                            |                               | Henry Kissinger         |
| Naomi Grossman                               |                                                                                             | Samantha Crowe                                     |                            |                               |                         |
| Cheyenne Jackson                             | Rudy Vincent                                                                                | John Henry Moore                                   |                            |                               |                         |
| Leslie Jordan                                |                                                                                             |                                                    | Courtney                   |                               |                         |
| Sam Kinsey                                   |                                                                                             | Beauregard Langdon                                 |                            |                               |                         |
| Jessica Lange                                |                                                                                             | Constance Langdon                                  |                            |                               |                         |
| John Carroll Lynch                           | Twisty                                                                                      |                                                    | Benjamin Richter           |                               |                         |
| Dylan McDermott                              |                                                                                             | Ben Harmon                                         | Bruce                      |                               |                         |
| James Morosini                               | R.J.                                                                                        |                                                    |                            |                               |                         |
| Stevie Nicks                                 |                                                                                             | ona sama                                           |                            |                               |                         |
| Denis O’Hare                                 |                                                                                             |                                                    |                            | Holden Vaughn                 |                         |
| Sarah Paulson                                | Ally Mayfair-RichardsSusan Atkins                                                           | Wilhemina VenableCordelia GoodeBillie Dean Howard  |                            | Karen                         | Mamie Eisenhower        |
| Wayne Péré                                   |                                                                                             | Pan Kingery                                        |                            |                               |                         |
| Evan Peters                                  | Kai AndersonAndy WarholMarshall ApplewhiteDavid KoreshJim JonesJezus ChrystusCharles Manson | GallantJames Patrick MarchTate LangdonJeff Pfister |                            | Austin Sommers                |                         |
| Adina Porter                                 | Beverly Hope                                                                                | Dinah Stevens                                      |                            | Burleson                      |                         |
| Lily Rabe                                    |                                                                                             | Misty Day                                          | Lavinia Richter            | Doris Gardener                | Amelia Earhart          |
| Lance Reddick                                |                                                                                             | Papa Legba                                         |                            |                               |                         |
| Emma Roberts                                 | Serena Belinda                                                                              | Madison Montgomery                                 | Brooke Thompson            |                               |                         |
| Riley Schmidt                                |                                                                                             | Rubber Man                                         |                            |                               |                         |
| Gabourey Sidibe                              |                                                                                             | Queenie                                            |                            |                               |                         |
| Mena Suvari                                  |                                                                                             | Elizabeth Short                                    |                            |                               |                         |
| Robin Weigert                                |                                                                                             |                                                    |                            | Martha Edwards                |                         |
| Mare Winningham                              | Sally Keffler                                                                               |                                                    |                            |                               |                         |
| Finn Wittrock                                |                                                                                             |                                                    | Bobby Richter              | Harry Gardner                 |                         |
| Debiut w American Horror Story: Kulcie       |                                                                                             |                                                    |                            |                               |                         |
| J. Grant Albrecht                            | Scott Anderson                                                                              |                                                    |                            |                               |                         |
| Laura Allen                                  | Rosie                                                                                       |                                                    |                            |                               |                         |
| Steve Bannos                                 | Urzędnik                                                                                    |                                                    |                            |                               |                         |
| Aimee Carrero                                | Dziewczyna na pikniku                                                                       |                                                    |                            |                               |                         |
| Dennis Cockrum                               | Herbert Jackson                                                                             |                                                    |                            |                               |                         |
| Seth Coltan                                  | Zboczeniec                                                                                  |                                                    |                            |                               |                         |
| Cameron Cowperthwaite                        | Speedwagon                                                                                  |                                                    |                            |                               |                         |
| Cooper Dodson                                | Oz Mayfair-Richards                                                                         |                                                    |                            |                               |                         |
| Lena Dunham                                  | Valerie Solanas                                                                             |                                                    |                            |                               |                         |
| Billy Eichner                                | Harrison WiltonCharles Watson                                                               | BrockMutt Nutter                                   |                            |                               |                         |
| Lyla Porter-Follows                          | Bebe Babbitt (młodsza)                                                                      |                                                    |                            |                               |                         |
| Rafael de la Fuente                          | Mężczyzna na pikniku                                                                        |                                                    |                            |                               |                         |
| Leslie Grossman                              | Meadow WiltonPatricia Krenwinkel                                                            | Coco St. Pierre Vanderbilt                         | Margaret Booth             | Ursula                        | Calico                  |
| Colton Haynes                                | Jack Samuels                                                                                |                                                    |                            |                               |                         |
| T.J. Hoban                                   | Vincenzo Ravoli                                                                             |                                                    |                            |                               |                         |
| Summera Howell                               | Torturowana kobieta                                                                         |                                                    |                            |                               |                         |
| Annie Ilonzeh                                | Erika                                                                                       |                                                    |                            |                               |                         |
| Liz Jenkins                                  | Gloria Whitmore                                                                             |                                                    |                            |                               |                         |
| Dot-Marie Jones                              | Butchy May                                                                                  |                                                    |                            | Jan Remy                      |                         |
| Tim Kang                                     | Tim Chang                                                                                   |                                                    |                            |                               |                         |
| Billie Lourd                                 | Winter AndersonLinda Kasabian                                                               | Mallory                                            | Montana Duke               | Leslie Feldman / Lark         |                         |
| Ron Melendez                                 | Mark                                                                                        |                                                    |                            |                               |                         |
| Dermot Mulroney                              | Bob Thompson                                                                                |                                                    |                            |                               |                         |
| Jorge-Luis Pallo                             | Pedro Morales                                                                               |                                                    |                            |                               |                         |
| Bill Parks                                   | Cole                                                                                        |                                                    |                            |                               |                         |
| Alison Pill                                  | Ivy Mayfair-Richards                                                                        |                                                    |                            |                               |                         |
| Rachel Roberts                               | Sharon Tate                                                                                 |                                                    |                            |                               |                         |
| Rick Springfield                             | Pastor Charles                                                                              |                                                    |                            |                               |                         |
| Zack Ward                                    | Roger                                                                                       |                                                    |                            |                               |                         |
| Sarah Yarkin                                 | Riley                                                                                       |                                                    |                            |                               |                         |
| Debiut w American Horror Story: Apokalipsie  |                                                                                             |                                                    |                            |                               |                         |
| Kyle Allen                                   |                                                                                             | Timothy Campbell                                   |                            |                               |                         |
| Emilia Ares                                  |                                                                                             | Anastazja Romanowa                                 |                            |                               |                         |
| Sandra Bernhard                              |                                                                                             | Hannah                                             |                            |                               |                         |
| Sean Blakemore                               |                                                                                             | Agent Firmy                                        |                            |                               |                         |
| Jeffrey Bowyer-Chapman                       |                                                                                             | Andre Stevens                                      |                            |                               |                         |
| Jon Jon Briones                              |                                                                                             | Ariel Augustus                                     |                            |                               |                         |
| Chad James Buchanan                          |                                                                                             | Stu                                                |                            |                               |                         |
| Dominic Burgess                              |                                                                                             | Phil                                               |                            |                               |                         |
| Joan Collins                                 |                                                                                             | Evie GallantBubbles McGee                          |                            |                               |                         |
| John Duerler                                 |                                                                                             | Pośrednik handlu nieruchomościami                  |                            |                               |                         |
| Lesley Fera                                  |                                                                                             | Agentka Firmy                                      |                            |                               |                         |
| Cody Fern                                    |                                                                                             | Michael Langdon                                    | Xavier Plympton            |                               | Valiant Thor            |
| Tom Fitzpatrick                              |                                                                                             | Dziadek                                            |                            |                               |                         |
| John Getz                                    |                                                                                             | Ojciec Coco                                        |                            |                               |                         |
| Harriet Sansom Harris                        |                                                                                             | Madelyn                                            |                            |                               |                         |
| Mark Ivanir                                  |                                                                                             | Mikołaj II Romanow                                 |                            |                               |                         |
| Yevgeniy Kartashov                           |                                                                                             | Jakow Jurowski                                     |                            |                               |                         |
| James MacDonald                              |                                                                                             | Mutant                                             |                            |                               |                         |
| Brendan McCarthy                             |                                                                                             | Detektyw Monroe                                    |                            |                               |                         |
| Dina Meyer                                   |                                                                                             | Nora Campbell                                      |                            |                               |                         |
| Billy Porter                                 |                                                                                             | Behold Chablis                                     |                            |                               |                         |
| Carlo Rota                                   |                                                                                             | Anton Szandor LaVey                                |                            |                               |                         |
| Ash Santos                                   |                                                                                             | Emily                                              |                            |                               |                         |
| Travis Schuldt                               |                                                                                             | Ojciec Timothy’ego                                 |                            |                               |                         |
| Lauren Stamile                               |                                                                                             | Żona                                               |                            |                               |                         |
| Troy Winbush                                 |                                                                                             | Prezenter wiadomości                               |                            |                               |                         |
| BD Wong                                      |                                                                                             | Baldwin Pennypacker                                |                            |                               |                         |
| Debiut w American Horror Story: 1984         |                                                                                             |                                                    |                            |                               |                         |
| Stefanie Black                               |                                                                                             |                                                    | Stacey Phillips            |                               |                         |
| Orla Brady                                   |                                                                                             |                                                    | Karen Hopple               |                               |                         |
| Connor Cain                                  |                                                                                             |                                                    | Benjamin Richter (młodszy) |                               |                         |
| Nick Chinlund                                |                                                                                             |                                                    | Warden                     |                               |                         |
| Tanya Clarke                                 |                                                                                             |                                                    | Lorraine                   |                               |                         |
| Steven Culp                                  |                                                                                             |                                                    | Ojciec Brooke              |                               |                         |
| Mark Daugherty                               |                                                                                             |                                                    | Chan                       |                               |                         |
| Richard Gunn                                 |                                                                                             |                                                    | Policjant                  |                               |                         |
| DeRon Horton                                 |                                                                                             |                                                    | Ray Powell                 |                               |                         |
| Tara Karsian                                 |                                                                                             |                                                    | Bertie                     |                               |                         |
| Gus Kenworthy                                |                                                                                             |                                                    | Chet Clancy                |                               |                         |
| Briana Lane                                  |                                                                                             |                                                    | Jess                       |                               | Doktor Richards         |
| Sean Liang                                   |                                                                                             |                                                    | Wide Load                  |                               |                         |
| Matthew Morrison                             |                                                                                             |                                                    | Trevor Kirchner            |                               |                         |
| Spencer Neville                              |                                                                                             |                                                    | Joseph Cavanaugh           |                               |                         |
| Mitch Pileggi                                |                                                                                             |                                                    | Art                        |                               |                         |
| Lou Taylor Pucci                             |                                                                                             |                                                    | Jonas                      |                               |                         |
| Angelica Ross                                |                                                                                             |                                                    | Donna Chambers             | Chemiczka                     | Theta                   |
| Tim Russ                                     |                                                                                             |                                                    | Pan Chambers               |                               |                         |
| Todd Stashwick                               |                                                                                             |                                                    | Blake                      |                               |                         |
| Eric Staves                                  |                                                                                             |                                                    | Dustin                     |                               |                         |
| Don Swayze                                   |                                                                                             |                                                    | Roy                        |                               |                         |
| Zach Villa                                   |                                                                                             |                                                    | Richard Ramirez            |                               |                         |
| Dreama Walker                                |                                                                                             |                                                    | Rita                       |                               |                         |
| Yvonne Zima                                  |                                                                                             |                                                    | Red                        |                               |                         |
| Debiut w American Horror Stories             |                                                                                             |                                                    |                            |                               |                         |
| Kaia Gerber                                  |                                                                                             |                                                    |                            |                               | Kendall Carr            |
| Nico Greetham                                |                                                                                             |                                                    |                            |                               | Cal Cambon              |
| Blake Shields                                |                                                                                             |                                                    |                            | Tony                          |                         |
| Debiut w American Horror Story: Red Tide     |                                                                                             |                                                    |                            |                               |                         |
| Ryan Kiera Armstrong                         |                                                                                             |                                                    |                            | Alma Gardner                  |                         |
| Kayla Blake                                  |                                                                                             |                                                    |                            | A. Jordan                     |                         |
| Alan Brooks                                  |                                                                                             |                                                    |                            | Jack Krenski                  |                         |
| Macaulay Culkin                              |                                                                                             |                                                    |                            | Mickey                        |                         |
| Rachel Finninger                             |                                                                                             |                                                    |                            | Melanie                       |                         |
| David Huggard                                |                                                                                             |                                                    |                            | Crystal DeCanter              |                         |
| John Lacy                                    |                                                                                             |                                                    |                            | Mikey                         |                         |
| Spencer Novich                               |                                                                                             |                                                    |                            | Blady człowiek                |                         |
| Jim Ortlieb                                  |                                                                                             |                                                    |                            | Ray Cunningham                |                         |
| Benjamin Papac                               |                                                                                             |                                                    |                            | Rory                          |                         |
| Jen Kober                                    |                                                                                             |                                                    |                            | Barmanka                      |                         |
| Debiut w American Horror Story: Death Valley |                                                                                             |                                                    |                            |                               |                         |
| Chris Caldovino                              |                                                                                             |                                                    |                            |                               | Jensen                  |
| Maxwell Caulfield                            |                                                                                             |                                                    |                            |                               | Przyjaciel Dwighta      |
| Len Cordova                                  |                                                                                             |                                                    |                            |                               | Steve Jobs              |
| Rebecca Dayan                                |                                                                                             |                                                    |                            |                               | Maria Wycoff            |
| Marty Dew                                    |                                                                                             |                                                    |                            |                               | Bob Woodward            |
| Steven M. Gagnon                             |                                                                                             |                                                    |                            |                               | Oficer sił powietrznych |
| Jim Garrity                                  |                                                                                             |                                                    |                            |                               | Oficer sił powietrznych |
| Jeff Heapy                                   |                                                                                             |                                                    |                            |                               | Stanley Kubrick         |
| Rachel Hilson                                |                                                                                             |                                                    |                            |                               | Jamie Howard            |
| Samuel Hunt                                  |                                                                                             |                                                    |                            |                               | Adam                    |
| Bryce Johnson                                |                                                                                             |                                                    |                            |                               | Neil Armstrong          |
| Karl Makinen                                 |                                                                                             |                                                    |                            |                               | Lyndon B. Johnson       |
| Neal McDonough                               |                                                                                             |                                                    |                            |                               | Dwight D. Eisenhower    |
| Eric Nenninger                               |                                                                                             |                                                    |                            |                               | Ochroniarz              |
| Matt Nolan                                   |                                                                                             |                                                    |                            |                               | G. Gordon Liddy         |
| Jacqueline Pinol                             |                                                                                             |                                                    |                            |                               | Doktor Reyes            |
| Isaac Cole Powell                            |                                                                                             |                                                    |                            |                               | Troy Lord               |
| John Sanders                                 |                                                                                             |                                                    |                            |                               | Buzz Aldrin             |
| Craig Sheffer                                |                                                                                             |                                                    |                            |                               | Richard Nixon           |
| Alisha Soper                                 |                                                                                             |                                                    |                            |                               | Marilyn Monroe          |
| Christopher Stanley                          |                                                                                             |                                                    |                            |                               | Sherman Adams           |
| Mike Vogel                                   |                                                                                             |                                                    |                            |                               | John F. Kennedy         |

## American Horror Stories
| Aktor                            | Postać w odcinku               | Postać w odcinku               | Postać w odcinku               | Postać w odcinku               | Postać w odcinku               | Postać w odcinku               | Postać w odcinku               |
| Aktor                            | 1                              | 2                              | 3                              | 4                              | 5                              | 6                              | 7                              |
| Debiut w American Horror Story   | Debiut w American Horror Story | Debiut w American Horror Story | Debiut w American Horror Story | Debiut w American Horror Story | Debiut w American Horror Story | Debiut w American Horror Story | Debiut w American Horror Story |
| -------------------------------- | ------------------------------ | ------------------------------ | ------------------------------ | ------------------------------ | ------------------------------ | ------------------------------ | ------------------------------ |
| Matt Bomer                       | Michael                        | Michael                        |                                |                                |                                |                                |                                |
| Jamie Brewer                     |                                |                                |                                |                                |                                |                                | Adelaide Langdon               |
| Chad James Buchanan              |                                |                                |                                |                                | Rory                           |                                |                                |
| Cody Fern                        |                                |                                |                                |                                |                                | Stan Vogel                     |                                |
| Celia Finkelstein                |                                | Gladys                         |                                |                                |                                |                                |                                |
| Naomi Grossman                   |                                |                                | Rabid Ruth                     |                                |                                |                                |                                |
| Billie Lourd                     |                                |                                |                                |                                | Liv Whitley                    |                                |                                |
| John Carroll Lynch               |                                |                                | Larry Bitterman                |                                |                                |                                |                                |
| Dylan McDermott                  |                                |                                |                                |                                |                                |                                | Ben Harmon                     |
| Charles Melton                   |                                |                                |                                | Wyatt                          |                                |                                |                                |
| Debiut w American Horror Stories |                                |                                |                                |                                |                                |                                |                                |
| Madison Bailey                   |                                |                                | Kelley                         |                                |                                |                                |                                |
| Adrienne Barbeau                 |                                |                                | Verna                          |                                |                                |                                |                                |
| Nicolas Bechtel                  |                                |                                |                                |                                |                                |                                | Rory                           |
| John Brotherton                  |                                |                                |                                |                                |                                |                                | Steven                         |
| Dyllón Burnside                  |                                |                                |                                | James                          |                                |                                |                                |
| Ashley Martin Carter             | Rowena                         | Rowena                         |                                |                                |                                |                                | Rowena                         |
| Leonardo Cecchi                  |                                |                                | Milo                           |                                |                                |                                |                                |
| Jake Choi                        |                                |                                |                                |                                | Stan                           |                                |                                |
| Gavin Creel                      | Troy                           | Troy                           |                                |                                |                                |                                |                                |
| Noah Cyrus                       |                                |                                |                                |                                |                                |                                | Connie                         |
| Kimberley Drummond               |                                |                                |                                |                                | Emma                           |                                |                                |
| Merrin Dungey                    | Andi Grant                     | Andi Grant                     |                                |                                |                                |                                | Andi Grant                     |
| Tiffany Dupont                   |                                |                                |                                |                                |                                | Addy Gantz                     |                                |
| Belissa Escobedo                 | Shanti                         | Shanti                         |                                |                                |                                |                                |                                |
| Rhenzy Feliz                     |                                |                                | Chad                           |                                |                                |                                |                                |
| Virginia Gardner                 |                                |                                |                                |                                | Bernadette                     |                                |                                |
| Kaia Gerber                      |                                | Ruby                           |                                |                                |                                |                                | Ruby                           |
| Misha Gonz-Cirkl                 |                                |                                |                                |                                | Norma                          |                                |                                |
| Amy Grabow                       |                                |                                | Tipper Gore                    |                                |                                |                                |                                |
| Nico Greetham                    |                                |                                |                                | Zinn                           |                                |                                |                                |
| Adam Hagenbuch                   |                                |                                |                                |                                |                                |                                | Dylan                          |
| Paris Jackson                    | Maya                           | Maya                           |                                |                                |                                |                                | Maya                           |
| Taneka Johnson                   |                                |                                |                                | Detektyw Gibbs                 |                                |                                |                                |
| Tom Lenk                         |                                |                                |                                |                                |                                |                                | Tim Williams                   |
| Valerie Loo                      | Nicole                         | Nicole                         |                                |                                |                                |                                | Nicole                         |
| Mercedes Mason                   |                                |                                |                                |                                |                                |                                | Michelle                       |
| Sierra McCormick                 | Scarlett                       | Scarlett                       |                                |                                |                                |                                | Scarlett                       |
| Kevin McHale                     |                                |                                |                                | Barry                          |                                |                                |                                |
| Ben J. Pierce                    |                                |                                | Dee                            |                                |                                |                                |                                |
| Ronen Rubinstein                 |                                |                                |                                |                                | Matt Webb                      |                                |                                |
| Blake Shields                    |                                |                                |                                |                                |                                | Bob Birch                      |                                |
| Michael B. Silver                |                                |                                |                                |                                | Mounds                         |                                |                                |
| Kyle Red Silverstein             |                                |                                | Quinn                          |                                |                                |                                |                                |
| Selena Sloan                     | Erin                           | Erin                           |                                |                                |                                |                                | Erin                           |
| Colin Tandberg                   |                                |                                |                                |                                |                                | Jacob Gantz                    |                                |
| Danny Trejo                      |                                |                                |                                | Mikołaj                        |                                |                                |                                |
| Aaron Tveit                      |                                | Adam                           |                                |                                |                                | Jay Gantz                      |                                |
| Vanessa Estelle Williams         |                                |                                |                                |                                | Eleanor Berger                 |                                |                                |